# 9969 Braille
A 9969 Braille egy kisbolygó, pályája a Mars pályájánál valamivel nagyobb és oválisabb. 1992 májusában fedezték fel.

## Kutatása
A Deep Space–1 űrszonda 1999. július 29-én készített róla képeket. A szonda hihetetlenül közel, 26 km-re közelítette meg a körülbelül 2,5 km átmérőjű (1 × 2 km) kisbolygót, amely azóta is új rekord az űrkutatás történetében (természetesen  különféle leszállóegységektől eltekintve). 16 órával az elrepülés előtt a Deep Space–1-nek szoftver problémái támadtak, amelynek következtében a szonda biztonsági üzemmódba kapcsolt. A NASA mérnökeinek hatórányi munkájukba került a hiba kijavítása. Ennél is nagyobb probléma, hogy a kisbolygó elérése előtt 20 perccel elvesztette látómezejéből a célpontot, ekkor még körülbelül 16 000 km-re volt a célponttól, így jó minőségű felvételek nem készültek a 9969 Braille-ről, bár néhány infravörös felvételt sikerült rögzíteni.

A képen a 9969 Braille pályája(kék), középen a Nap(fekete), a Merkúr, Vénusz, Föld, Mars, és a Jupiter pályája látható(piros)

A felvételek alapján úgy tűnik, hogy a kisbolygó egy nagyobb objektumról (egy 4 Vesta méretű kisbolygóról) szakadhatott le évmilliókkal ezelőtt. Az infravörös felvételek alapján a bolygó összetétele nagyon hasonlít a Vestáéhoz, nem kizárt tehát, hogy róla szakadt le valamikor a régmúltban. Külső anyaga vulkanikus jellegű (piroxén nevű ásvány található rajta nagy mennyiségben). A 9969 Braille a negyedik kisbolygó a Naprendszerünkben, amelyen vulkanikus nyomokat találtak. Ez is az előbbi állítást igazolja, hogy egy nagyobb testről szakadt le, hiszen egy bizonyos méret alatt (kb. 300 km) az égitestek anyagában fejlődő belső hő nem vezet olvadáshoz.

## Elnevezése
Nevét a híres Louis Braille-ről kapta, a vakírás megalkotójától. Segítségével vált lehetővé a vakok számára is az írás és olvasás elsajátítása.